# Ticlopidina
A Ticlopidina é um fármaco do grupo dos antiagregante plaquetares, que é usado no tratamento e e prevenção da trombose arterial.

## Usos clínicos
- Prevenção de isquemia transitória
- Prevenção de recorrência de enfarte do miocárdio e AVCs
- Angina de peito instável.

## Classificação
- MSRM
- ATC - B01AC05
- CAS
  - Ticlopidina - 55142-85-3
  - ticlopidina hidroclorido - 53885-35-1

## Fórmula molecular
- Ticlopidina

C14H14ClNS, HCl

## Mecanismo de acção
Ele é um bloqueador irreversível do receptor de adenosina difosfato (ADP) das plaquetas que é fundamental na sua ativação e agregação. Não têm efeitos a nível dos prostanoides (que é o mecanismo da aspirina, o mais importante dos antiagregantes ).

## Administração
Oral. Efeito inicia-se após horas, inibição irreversível dura dias.

## Efeitos clinicamente úteis
Inibem a agregação das plaquetas, evitando a formação de trombos arteriais.

## Efeitos adversos
Mais graves que os do clopidogrel.
- Nauseas, Diarreia (20% dos casos)
- Hemorragia (5%)
- Trombocitopenia (déficit de plaquetas).
- Leucopenia (1%).
- Púrpura trombocitopénica trombótica (doença com hemorragias).